# Pan and scan

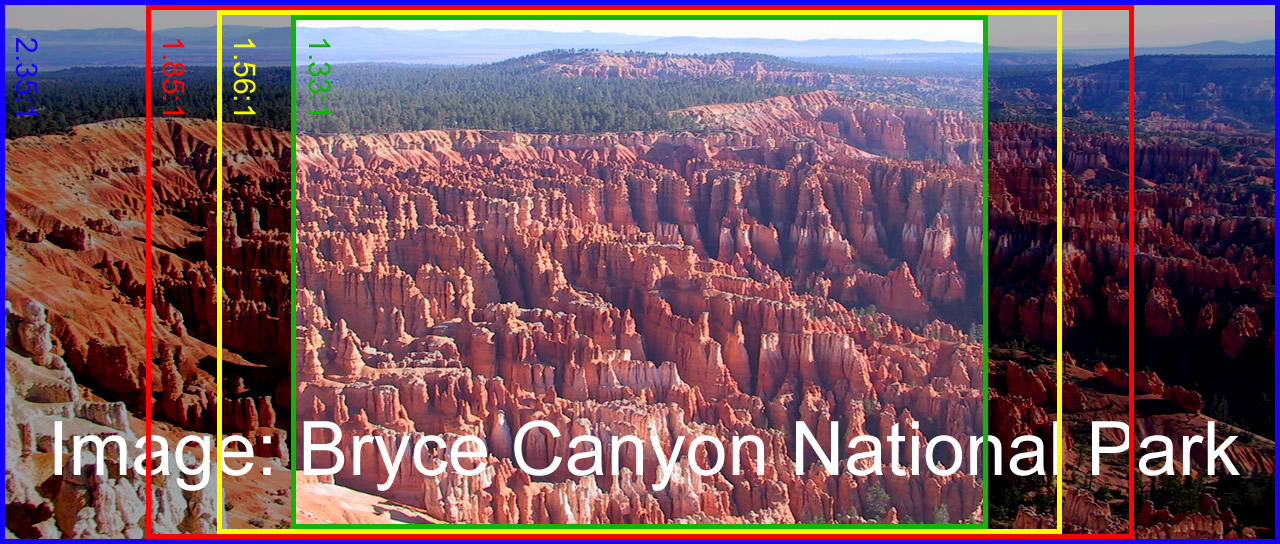
Exempel på en filmbild producerad i 2,35:1 och beskuren till andra visningsformat. Den röda linjen står för den vanliga bredbildstandarden inom filmproduktion i USA; det är något bredare än 16:9-formatet (1,77:1) som är vanligt bredbildsformat på moderna TV-apparater. 4:3 (bildformat i äldre TV-apparater) är den gröna linjen.

Pan and scan är en metod för att beskära bilden vid överföring från bredbildsformat till 4:3-format (det senare även kallat normalbild). Detta sker genom att man kapar av sidorna på bilden och fokuserar på det viktigaste i kompositionen, ofta med hjälp av panoreringar ("pan"). Metoden hade sin storhetstid när film fortfarande släpptes på VHS och är inte längre vanligt förekommande, eftersom film som släpps på DVD oftast släpps i 16:9-format.